# Sarphatipark 1-3
Het pand Sarphatipark 1-3 hoek Eerste van der Helststraat 65-67 is een gebouw op de hoek van het Sarphatipark (als straat) en de Eerste van der Helststraat in De Pijp te Amsterdam-Zuid. 

## Gebouw
De bouwtekening vermeldt echter een andere adressering. Daar is aangegeven dat het een hoekpand is aan de Van der Helststraat en Jan Steenstraat. De oorzaak daarvan is gelegen in het feit dat het Sarphatipark als park en als straat pas later hun naam kregen. De Van der Helststraat kreeg voorvoegsel Eerste, de Jan Steenstraat werd ter plaatse Sarphatipark genoemd. Aan het Sarphatipark is geen gebrek aan gemeentelijke monumenten, bijna de gehele noordkant is benoemd tot monument. Het park bevat zowel een rijksmonument als een gemeentemonument. 
Het gebouw is als luxe herenhuizen opgetrokken in de eclectische bouwstijl. Aan het park woonde dan ook de beter gesitueerden. De gebouwen dienden in 2015 al jarenlang tot winkel in dure messen en eetgerei (Eerste van der Helststraat), groentewinkel (Sarphatipark 1) en woningen. Voor 1900 zat op nummer 1 het bordeel van de roemruchte Vlaamse Jet, gefrequenteerd door menige Tachtiger. Opvallend aan het geheel is dat Sarphatistraat 3 donker geschilderd is en dat de gebouwen niet exact haaks zijn uitgevoerd.  
P.C. Breek was voornamelijk aannemer en sloper. Hij bood destijds ook mee op de bouw van de Oranjekerk even verderop, maar trok zich terug. 

## Kunst
De rolluiken van Eerste van der Helststraat zijn al jaren opgesierd door schilderingen. Voorts is in de houten verfraaiingen van het gebouw in de 21e eeuw reliëfs aangebracht, verwijzend naar de messen/scharenwinkel en --slijperij die er sinds de jaren vijftig is gevestigd. 

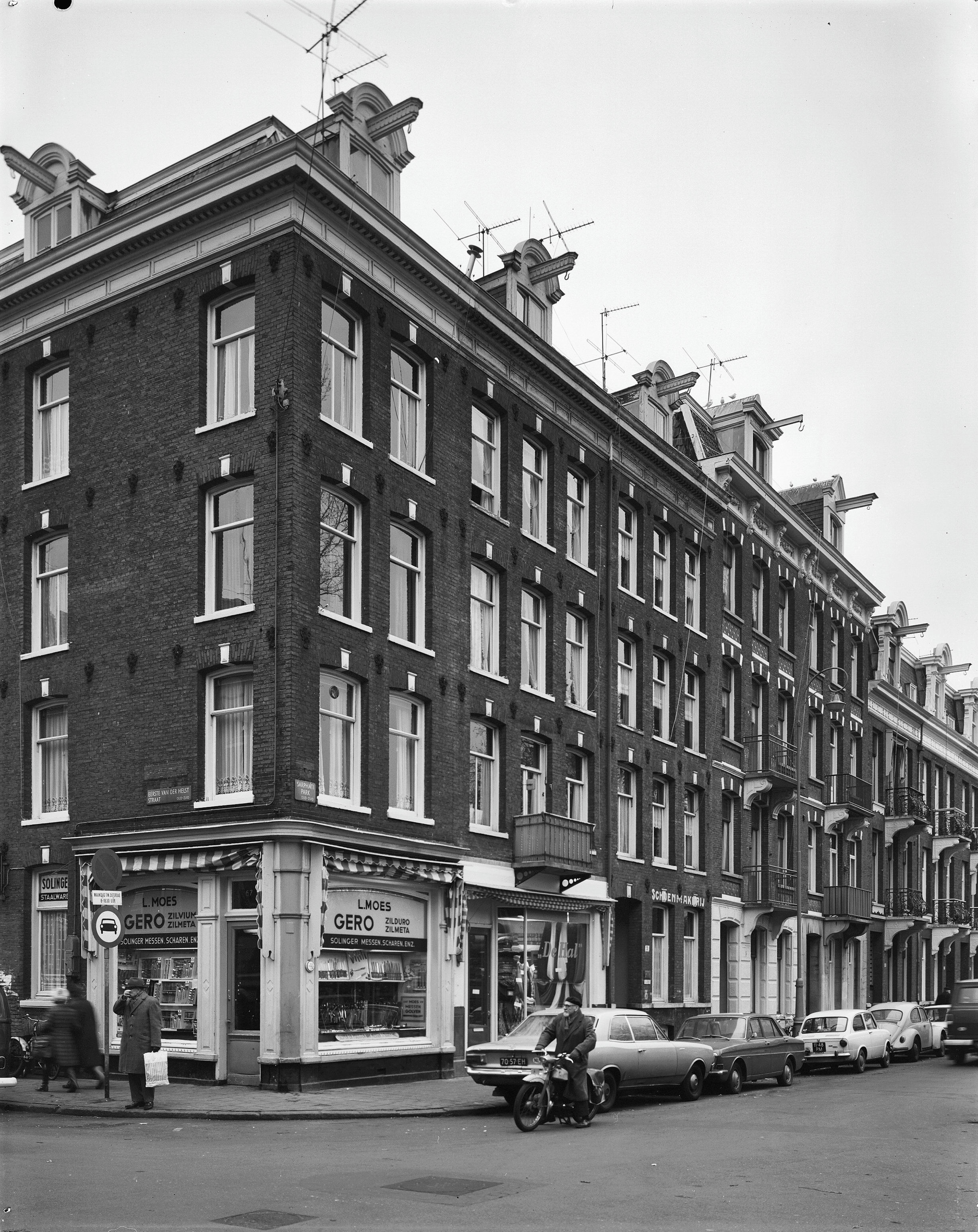
Sarphatipark 1-3
Eerste van der Helststraat 65-67
(Balkon op huisnummer 1) in 1973

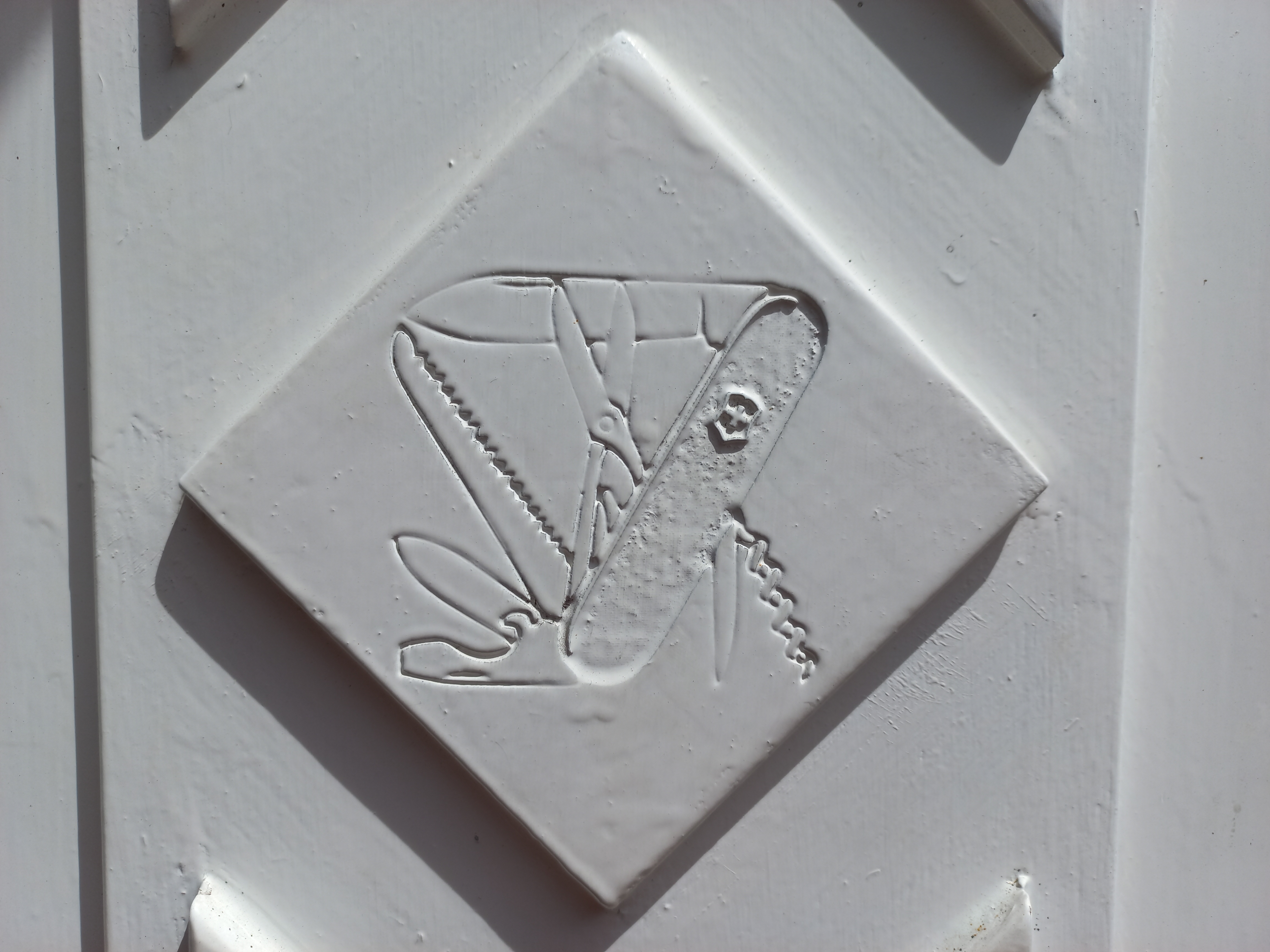
Zwitsers zakmes (juni 2024)